# Sumpf-Haubenpilz
Der Sumpf-Haubenpilz (Mitrula paludosa) ist ein Schlauchpilz aus der Familie der Mitrulaceae.
Er wurde von der Deutschen Gesellschaft für Mykologie zum Pilz des Jahres 2023 ernannt.

## Merkmale

### Makroskopische Merkmale
Die keuligen Fruchtkörper haben einen deutlichen weißen, im feuchten Zustand fast durchsichtigen Stiel mit einem deutlich abgegrenzten dottergelben bis orangen Kopfteil. Sie werden 2 bis 4 cm hoch und sind nicht gelatinös, sondern brüchig.

### Mikroskopische Merkmale
Die Schläuche sind zylindrisch bis keulig. Die Paraphysen sind fadenförmig und gerade. Die zylindrisch-elliptischen bis leicht keuligen Sporen sind durchscheinend und glatt und messen 11–19 × 2,5–3 µm. Sie sind meist unseptiert.

## Artabgrenzung
Der Wasser-Kreisling (Cudoniella clavus) wächst ebenfalls an sehr feuchten Standorten. Er ist aber blasser gefärbt und mehr scheibenartig geformt. Andere Haubenpilze wie der Zierliche Haubenpilz (Mitrula gracilis) leben zwischen Moosen an nicht sehr feuchten Standorten.

## Ökologie und Phänologie

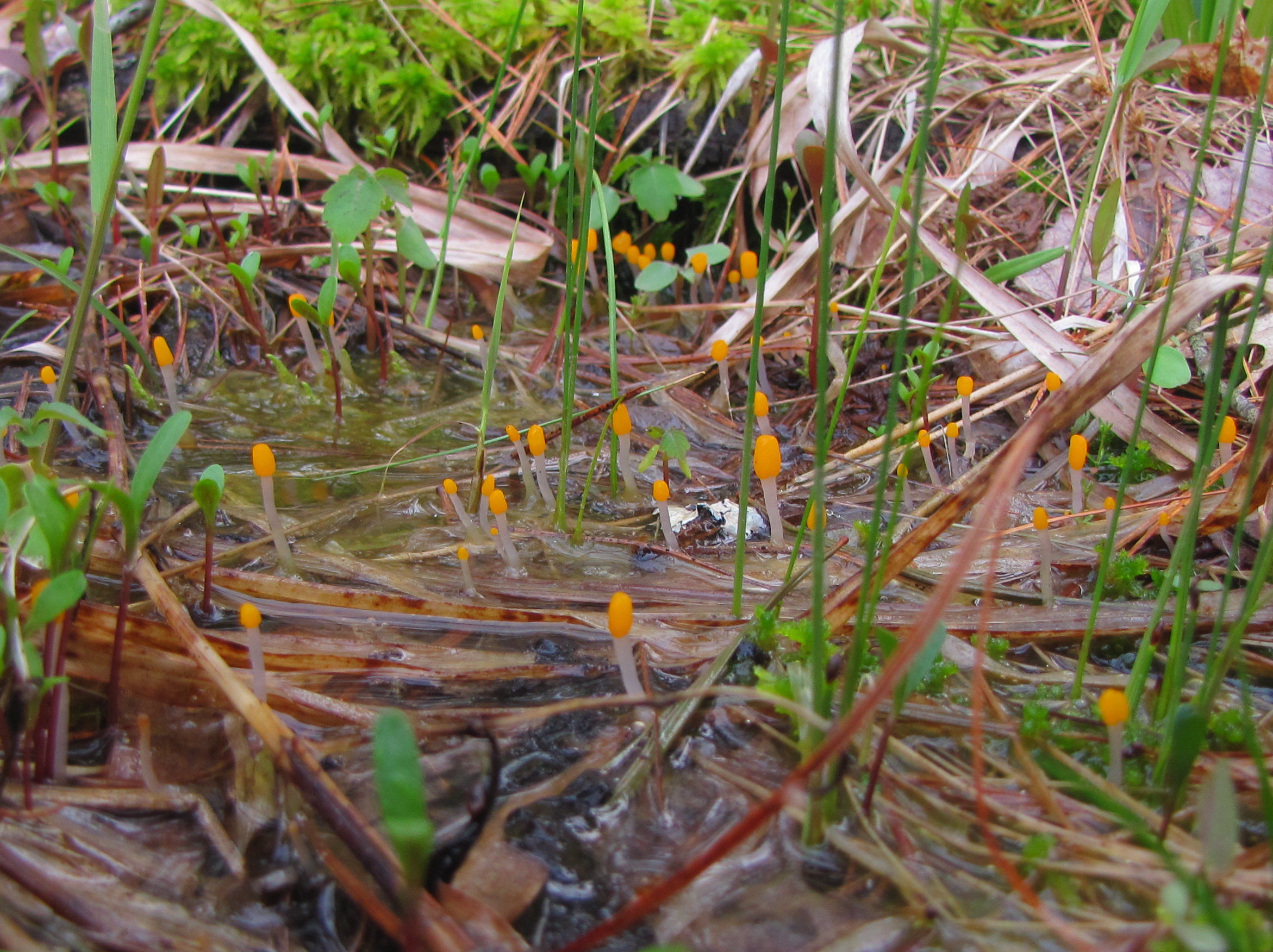
Der Sumpf-Haubenpilz hat sich auf nasse Habitate spezialisiert.

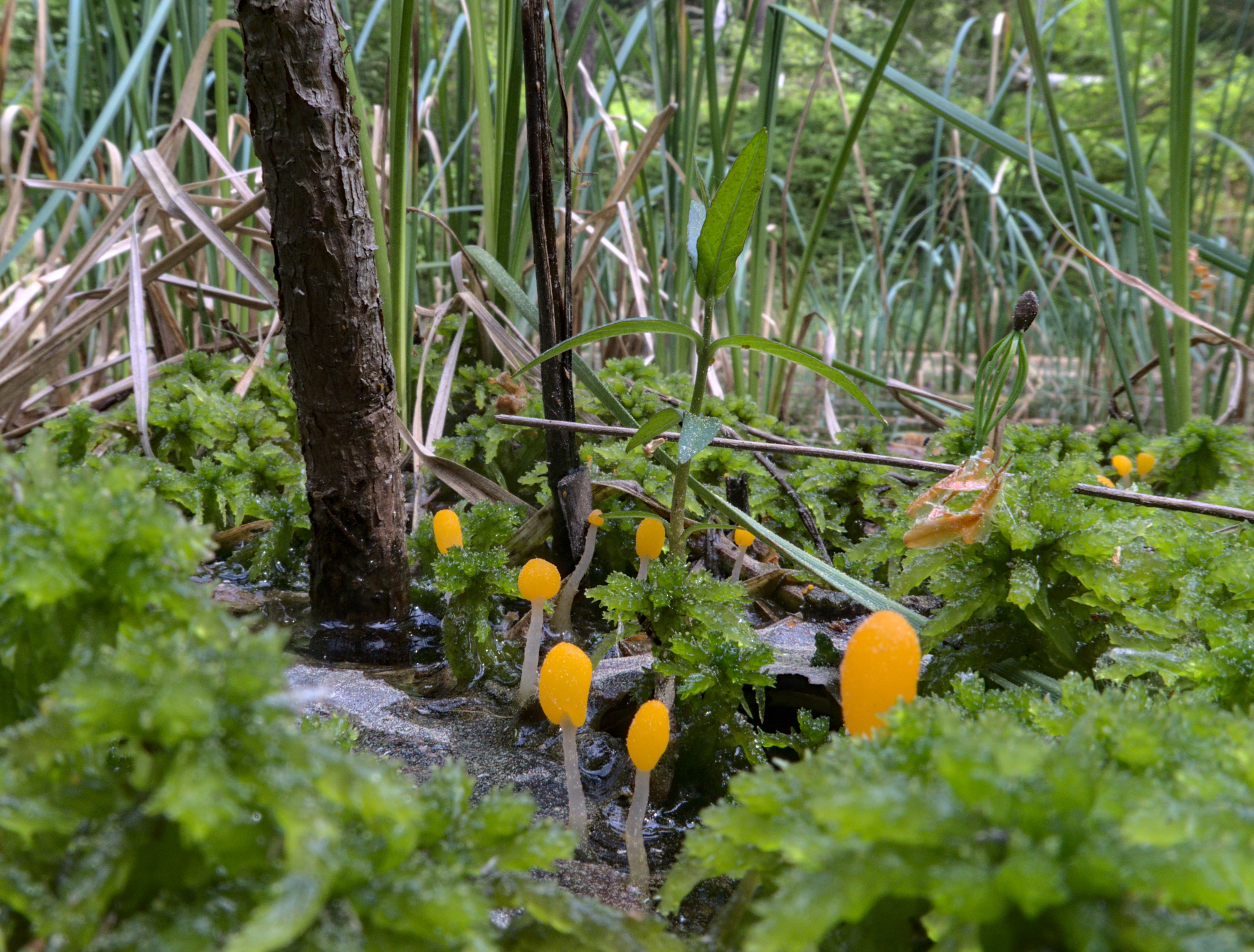
Sumpf-Haubenpilze (Mitrula paludosa) am Naturdenkmal Böses Loch in der Dresdner Heide

Der Sumpf-Haubenpilz lebt auf verschiedenen pflanzlichen Abfällen wie abgefallene Nadeln oder feuchte Zweige, die meist im flachen Wasser liegen. Man findet ihn daher in Sümpfen, feuchten Wäldern, Tümpeln und Gräben, oft nur mit dem Köpfchen aus dem Wasser ragend. Besonders ist er im Gebirge zu finden.
Er fruktifiziert im Frühjahr und Sommer.

## Verbreitung
Der Sumpf-Haubenpilz ist in ganz Europa von Portugal bis ins nördliche Skandinavien verbreitet. Vereinzelt gibt es Funde aus Japan und den Vereinigten Staaten (Pennsylvania).

## Systematik
Der Sumpf-Haubenpilz wurde 1816 von Elias Magnus Fries erstbeschrieben. Allerdings wurde schon 1790 von Jean Baptiste François Bulliard die Art als Clavaria phalloides beschrieben.